# Cymatona philomelae
Cymatona philomelae is een slakkensoort uit de familie van de Cymatiidae. De wetenschappelijke naam van de soort werd voor het eerst geldig gepubliceerd in 1881 door Watson als Triton philomelae.